# Артхашастра
Артхаша́стра (IAST: Arthaśāstra — настанови про користь) — політико-економічний трактат Стародавньої Індії (4 століття до н. е.).
Авторство Артхашастри приписується Каутільї, міністру Чандрагупти.
Артхашастра висвітлює теорію і практику управління  державою, дає уявлення про деспотичне правління імператора і функції його бюрократичного апарату — міністрів, радників, управителів провінцій та ін. чиновників.
Артхашастра описує звичаї, судову систему і закони, дипломатію, воєнне мистецтво і науки, з яких основною вважає науку державного управління. Значне місце Артхашастрі приділяє землеробству, ремеслу, торгівлі тощо.

## Зміст
Артхашастра складається з 15 розділів:
1. Про правила поведінки.
2. Обов'язки наглядачів.
3. Про судоустрій.
4. Про подолання перешкод (на шляху до суспільного порядку).
5. Про застосування хитрощів в державній політиці.
6. Про основи держави.
7. Про шість методів зовнішньої політики.
8. Про негаразди в державі.
9. Дії нападаючого.
10. Про війну.
11. Про об'єднання.
12. Про стан сильнішого (царя).
13. Про засоби оволодіння укріпленнями.
14. Застосування таємних засобів.
15. Методика трактату.

## Економічні погляди
Основний зміст цього трактату це – вчення про користь, під якою розуміється матеріальна вигода держави і винайдення шляхів цієї вигоди. 
Одним з таких джерел є доходи від державних маєтків в землеробстві, де широко використовується праця рабів і від ремісничих підприємств (прядильних, ткацьких), в яких рекомендується залучати працівників на основі найму. Однак основні доходи скарбниця отримувала за рахунок податків з населення, які сплачувалися як в натуральній так і в грошовій формі «Артхашастра» включає: 
- перелік податків прямих і непрямих;
- повинності, які накладалися на громади та приватних осіб;
- рекомендації з приводу проведення активної грошової політики.

Трактат належно регулював майнові відносини. Зокрема, після смерті батька перевагу на володіння його майном отримували сини, онуки, правнуки аж до четвертого покоління. 
Податкові, власницькі, орендні та інші економічні відносини відображені в „Артхашастрі” з належною конкретністю, яка захищала право на майно в усіх його формах і видах. В трактаті визначалося стимулювання праці як рабів так і вільних. Стимули були зумовлені прагненням працівника бути винагородженим, а раба вільним. В «Статуті про працівників» визначено обов'язки і відповідальність працівників, в тому числі і найманих.
Автор трактату заявляє про «вартість речей», величина вартості визначається кількістю «днів роботи», а винагорода знаходиться в строгій відповідальності до результатів праці. В зв'язку з цим Каутілья відрізняє ринкову ціну від вартості, зазначаючи, що «конкуруючий продавець» збільшує ціну на товар, роблячи її вищою від дійсної вартості. Гроші розглядаються як необхідний засіб існування, складова майна. Значна увага в трактаті приділялася:  
- регулюванню процесів розподілу торговельного прибутку між купцями та державою;
- визначенню норми прибутку, який включався в ціну товару як частина витрат: для місцевих товарів – у розмірі 5% та 10% для іноземних товарів;
- контролюванню внутрішньої та зовнішньої торгівлі;
- регламентуванню заходів зі стимулювання імпорту насіння рідкісних рослин та деяких інших товарів шляхом звільнення від оподаткування, надання пільг іноземним купцям.

## Артхашастра, як визначна пам'ятка політичного вчення в стародавній Індії
Артхашастра перекладається і як наука про господарювання, і як правда про владу. Артхашастра дуже просто і точно відповідає — політика починається з перемоги над почуттями. Отже, якщо ти не переміг своїх почуттів, то робити тобі в політиці, власне, нема чого. А почуттів цих, що унеможливлюють, кажучи сучасною мовою, ефективний політичний менеджмент, всього шість. Це пристрасті, гнів, користолюбство, гординя, божевілля і зарозумілість.
Артхашастра не була б великою працею, якби вона не називала не лише перешкоди на шляху до влади, а й способи їх подолання. Тому, називаючи перемогу над почуттями найважливішою умовою справжнього лідера, вона відразу ж говорить, що перемогти шкідливі гени можна або самостійно, через наполегливе вивчення політичної науки (принагідно зазначу, що Артхашастра політичну науку вважає найвищою з усіх, які тоді існували, тобто вищою за право, економіку і навіть філософію) і самовихованням. Якщо ж навіть це не допомагає, тоді особлива роль у приборканні почуттів відводиться міністрам лідера, у яких є два основні способи примусити свого лідера жити не почуттями, а справою. Це або переведення уваги лідера з власних почуттів на державні справи.
Тобто тут виникає вже ключова роль міністра. І тому найважливіший розділ Артхашастри називається «Призначення міністрів».
Призначення міністрів
Чи можна призначати міністрами людей, з якими ти разом учився? Відповідь негативна. Рано чи пізно, говорить Артхашастра, колишні товариші по навчанню замучать і лідера, і один одного тією фамільярністю.
Чи можна призначати міністрами тих, з ким разом, кажучи сучасною мовою, вдавався до якихось надмірностей або мав якісь спільні таємні справи? Відповідь негативна. Той, хто знає слабкі чи таємні сторони лідера, рано чи пізно, швидше за все, ними скористається.
Чи можна, питає Артхашастра, призначати міністрами людей відданих? Відповідь, як не дивно, знову-таки негативна. А все тому, що, на її думку, відданість, як сказали б сучасні соціологи, має негативну кореляцію з розумом. А простіше кажучи, чим відданіша людина, тим вона, як правило, дурніша. Вади ж дурості, як правило, переважають всі переваги відданості.
Чи можна призначати людей абсолютно прагматичних і таких, що реально довели (мабуть, перш за все, фінансово) свою користь лідерові? Знову ні. Причому цього разу — без пояснень.
Артхашастра сформулювала великий принцип ставлення влади до опозиції, який чомусь потім, через півтори тисячі років, приписали Нікколо Макіавеллі, хоча той лише майже повністю його повторив. А саме — влада ніколи не повинна лякати своїх опонентів, а має або підкуповувати їх і схилити до співпраці, або відразу без погроз і моралей одномоментно знищити їх чи фінансово, чи юридично, чи фізично.
Давши таку пораду, Артхашастра з чистою совістю переходить безпосередньо до обов'язків лідера, присвячуючи їм, знову-таки, цілий розділ.
Обов'язки лідера:
- Першу восьмушку він повинен займатися заходами з безпеки країни, а також її бюджетом.
- Другу — розглядом конкретних скарг громадян.
- Третю — вивченням законів своєї країни, суміщаючи це з їжею. (Нічого не змінюється в підмісячному світі. Мабуть, правителі завжди погано знали закони своєї країни. І завжди їх вивчали між ділом, під гарну закусь).
- Четверта — поточні фінансові й кадрові питання.
- П'ята — нарада з радниками.
- Шоста — продовження нарад і консультацій.
- Сьома — робота з силовиками з конкретних проблем.
- Восьма — обговорення геостратегічних і геополітичних аспектів і доктрин.

Потім перерва на молитву, і після цього до половини ночі прийом працівників своєї адміністрації.
Потім ще консультації з духовним вчителем, короткий сон і, власне, можна вже приступати знову до денних обов'язків.
А із загальних порад Артхашастра чомусь виділяє тільки одну: ніколи не змушуйте чекати в приймальні тих, хто має до вас реальну справу. Справи ж треба розглядати «у порядку їх важливості й терміновості». А «будь-яку термінову справу треба вислухати негайно і не відкладаючи». І лише такою «напруженістю в роботі досягаються її плоди і повнота матеріальних благ для моєї країни».